# Can Piferrer
Can Piferrer és una obra del municipi de Cassà de la Selva (Gironès) inclosa en l'Inventari del Patrimoni Arquitectònic de Catalunya.

## Descripció
Es tracta d'una masia catalana de planta quadrada i teulat a dues aigües. Hi ha una gran porta dovellada. La planta baixa coberta amb voltes catalanes mentre que la planta pis presenta coberta amb embigats de fusta. La casa es conserva en tota la seva puresa formal inicial. Si bé es modifiquen algunes obertures exteriors en el segle xviii, com la finestra lateral del primer pis amb una llinda de 1752. La façana és tota arrebossada. En conserva un rellotge de sol. També hi ha un pou i un abeurador de pedra.

## Història
Aquest edifici històricament va néixer com una masoveria de Can Dalmau.